# Castel del Monte
Pour les articles homonymes, voir Castel del Monte (homonymie).
Le castel del Monte est un château italien du XIIIe siècle construit dans les Pouilles par Frédéric II de Hohenstaufen, empereur du Saint Empire. Il se dresse au sommet d'une colline des Murges occidentales, à 540 m au-dessus du niveau de la mer, dans la frazione homonyme d'Andria, à 70 km à l'ouest de Bari. Dépourvu de pont-levis et de douves, il n'a peut-être jamais eu de rôle défensif.
L'édifice est inscrit à l'inventaire national italien des monuments en 1936, et sur la liste du patrimoine mondial de l'Unesco depuis 1996.

## Histoire
La naissance officielle de l'édifice intervient le 25 janvier 1240, lorsque Frédéric II ordonne que soient prévus tous les matériaux nécessaires à l'édification d'un château près de l'église de Santa Maria de Monte (aujourd'hui disparue). Cette donnée, toutefois, n'est pas acceptée de tous les spécialistes : selon certains, en effet, la construction du château à cette époque en était déjà au stade de la couverture. L'attribution des plans à un architecte en particulier est même incertaine. Certains y voient l'œuvre de Riccardo de Lentini, tandis que la plupart des historiens soutiennent que la construction a été imaginée par Frédéric II lui-même.
Il semble que le château fut édifié sur les ruines d'une précédente forteresse d'abord lombarde puis normande. Il est probable qu'à la mort de Frédéric II, survenue en 1250, l'édifice n'était pas encore terminé.
Il ne servit que rarement à des fêtes, parmi lesquelles il faut noter, en 1246, les noces de la princesse Violante de Souabe, fille naturelle de Frédéric et Bianca Lancia avec le comte de Caserte Riccardo Sanseverino. Le château devint ensuite le centre d'un fief qui appartint successivement aux Orsini del Balzo, ducs d'Andria, au général espagnol Gonzalve de Cordoue et, à partir de 1552, à la famille Carafa. À partir du XVIIe siècle, l'édifice connut de longues périodes d'abandon, pendant lesquelles il se vit dépouillé de ses décorations et de ses ornements muraux en marbre (dont les seules traces subsistantes sont derrière les chapiteaux) et devint tour à tour une prison, puis un refuge pour les bergers, les brigands et les réfugiés politiques. En 1876, le château fut enfin acheté au duc Riccardo Carafa d'Andria par l'État italien (pour la somme de 25 000 £), dans un état de préservation extrêmement précaire, et les restaurations ne commencèrent qu'en 1928. En 1936 il fut déclaré monument national.
En 1996, l'UNESCO l'inscrit sur sa liste du patrimoine mondial pour la perfection de ses formes et pour l'union harmonieuse d'éléments culturels de l'Europe du Nord, du monde islamique et de l'antiquité classique, exemple typique d'architecture militaire du Moyen Âge.

## Description
L'édifice a un plan octogonal régulier, avec à chacun des huit angles de l'octogone une tour elle-même octogonale. Sur sa paroi extérieure, chaque mur mesure 10,30 m de tour à tour, et chaque tour a un diamètre de 7,90 m, soit 2,70 m de côté. La cour interne est un octogone irrégulier, dont les côtés varient entre 6,89 et 7,83 m. Son diamètre est de 17,85 m. Le château dans son ensemble a un diamètre de 51,90 m. Les tours sont hautes de 24 m, et dépassent de peu la hauteur des murs de la cour intérieure, avec 20,50 m,.

### Extérieur
La porte d'entrée principale s'ouvre dans celui des murs de la structure octogonale qui est orienté exactement vers l'est, c'est-à-dire en face du point où le soleil se lève lors des équinoxes de printemps et d'automne. On y accède maintenant par l'intermédiaire de deux volées d'escaliers symétriques « en tenaille » disposées sur les côtés de l'entrée, et reconstruites en 1928.

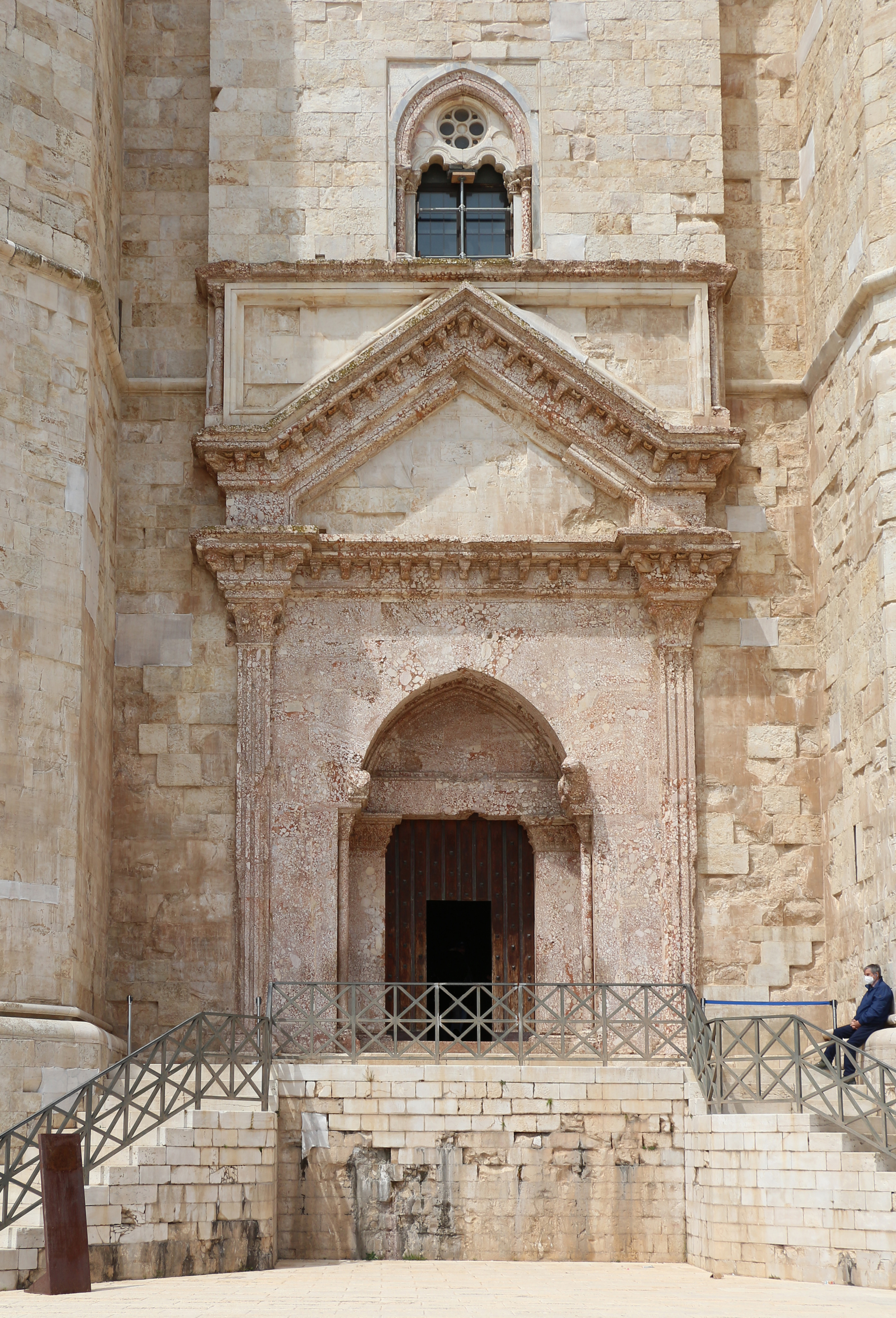
Porte principale du château

À la différence de la simple entrée secondaire sur la face opposée (orienté vers l'ouest) du bâtiment, constituée d'un simple portail en arc d'ogive, l'entrée principale est décorée de deux colonnes cannelées qui soutiennent un faux linteau au-dessus duquel se détache un fronton de forme triangulaire.
Toutes les parois présentent deux fenêtres : une à simple baie correspondant au rez-de-chaussée, et une à deux arcs au deuxième étage, pas toujours verticalement alignées. Cette règle n'est pas respectée sur les faces occidentales et orientales, où sont percées les deux portes, et qui n'ont pas de fenêtre du rez-de-chaussée, et la face nord, qui présente une fenêtre à trois arcs au deuxième niveau. De plus, des meurtrières dans les parois des tourelles donnent de la lumière aux escaliers en colimaçon aménagés à l'intérieur.
D'un point de vue structurel, il est important de noter que les murs du bâtiment principal, entre les tourelles, émergent directement du sol, tandis que les tourelles présentent un soubassement, dont le sommet est mis en valeur par une corniche de style gothique.

### Intérieur
L'espace intérieur est réparti sur deux étages, qui surplombent le terrain environnant de 3 et 9,5 m respectivement. Les pièces trapézoïdales sont séparées par des murs joignant les arêtes de l'octogone interne et les arêtes de l'octogone extérieur, où sont placées les tourelles. Le problème de la couverture des chambres est résolu en divisant le trapèze initial en un carré central et deux triangles latéraux. Le carré central est couvert d'une voûte d'arêtes, alors que les deux triangles latéraux sont couverts de deux quartiers de voûte en berceau pour chaque chambre. Au centre de chaque voûte d'arêtes, à l'intersection des nervures, une clé de voûte dépasse de l'intrados, différente dans chaque pièce.
Les nervures n'ont pas de fonction porteuse, mais seulement une fonction décorative. Les voûtes en berceau sont construites parallèlement au mur extérieur de la pièce en question. Bien qu'adjacents, les deux types de voûtes utilisés sont complétement indépendants : à leur intersection en effet, on peut remarquer que la courbure présente une discontinuité, provoquée par un décalage dans la composition des deux couvertures contiguës.
Le plan d'appui de la voûte est souligné par une corniche, soutenue par le chapiteau au sommet des colonnes porteuses. La communication entre l'étage inférieur et l'étage supérieur est assurée par les escaliers en colimaçon, qui ne sont pas présents dans chacune des huit tours. Ces escaliers montent dans le sens inverse des aiguilles d'une montre. Ils comprennent chacun 44 marches trapézoïdales, chacune constituée d'une pierre d'un seul tenant, qui émergent d'une colonne centrale d'un diamètre d'environ 22 cm.
L'étage supérieur, bien que calqué sur la structure de l'étage inférieur, est plus raffiné et plus orné : les nervures qui soulignent les voûtes sont plus élancées, et chaque salle est largement éclairée par la présence de fenêtres à deux ou, dans un cas, à trois arcs. La particularité de ces fenêtres est la présence de marches et d'une banquette de chaque côté de la baie. Le long des murs de chaque salle court une banquette qui passe en dessous de la base des colonnes.
À l'intérieur du château, une attention particulière doit être portée au mécanisme de manœuvre de l'antique volet roulant qui fermait la porte principale, visible avec tous les évidements nécessaires, à l'intérieur du mur porteur, pour le passage des chaînes qui le soutenaient.

### Cour intérieure
Dans la cour intérieure, la compacité des murs est atténuée par la présence de trois portes au niveau inférieur et de trois portes richement ornées au niveau supérieur. La sensation à l'intérieur de la cour est que tout le rez-de-chaussée joue le rôle de soubassement pour l'étage supérieur, allégé par des arcs aveugles.
Les portes de l'étage supérieur donnaient probablement à l'origine sur une galerie en bois placée en encorbellement, aujourd'hui disparue, et qui faisait le tour de la cour au complet. Cette galerie aurait permis de se rendre d'une pièce à l'autre de l'étage sans avoir à en traverser toutes les pièces.
On pense qu'au centre de cette cour, il a déjà existé un bassin, également octogonal, fabriqué en marbre d'une seule pièce, selon la description de Troyli en 1743. Une des nombreuses légendes veut que ce bassin ait représenté le Saint Graal qui, suivant certaines légendes, aurait été abrité pendant un moment dans l'édifice.
Sous le bassin, au centre de la cour, en dessous du sol, se trouve une large citerne pour recueillir les eaux pluviales, dont il semble qu'il était fait grand cas dans cet édifice, puisqu'il existe cinq autres citernes dans les tourelles. Toutefois, seule celle située sous la cour est actuellement fonctionnelle.
Comme preuve additionnelle de la perfection structurelle de l'édifice, on peut noter que les tangentes aux murs de la cour intérieure se coupent précisément au centre des tourelles octogonales.

Cour du château. Vue panoramique à 360°.

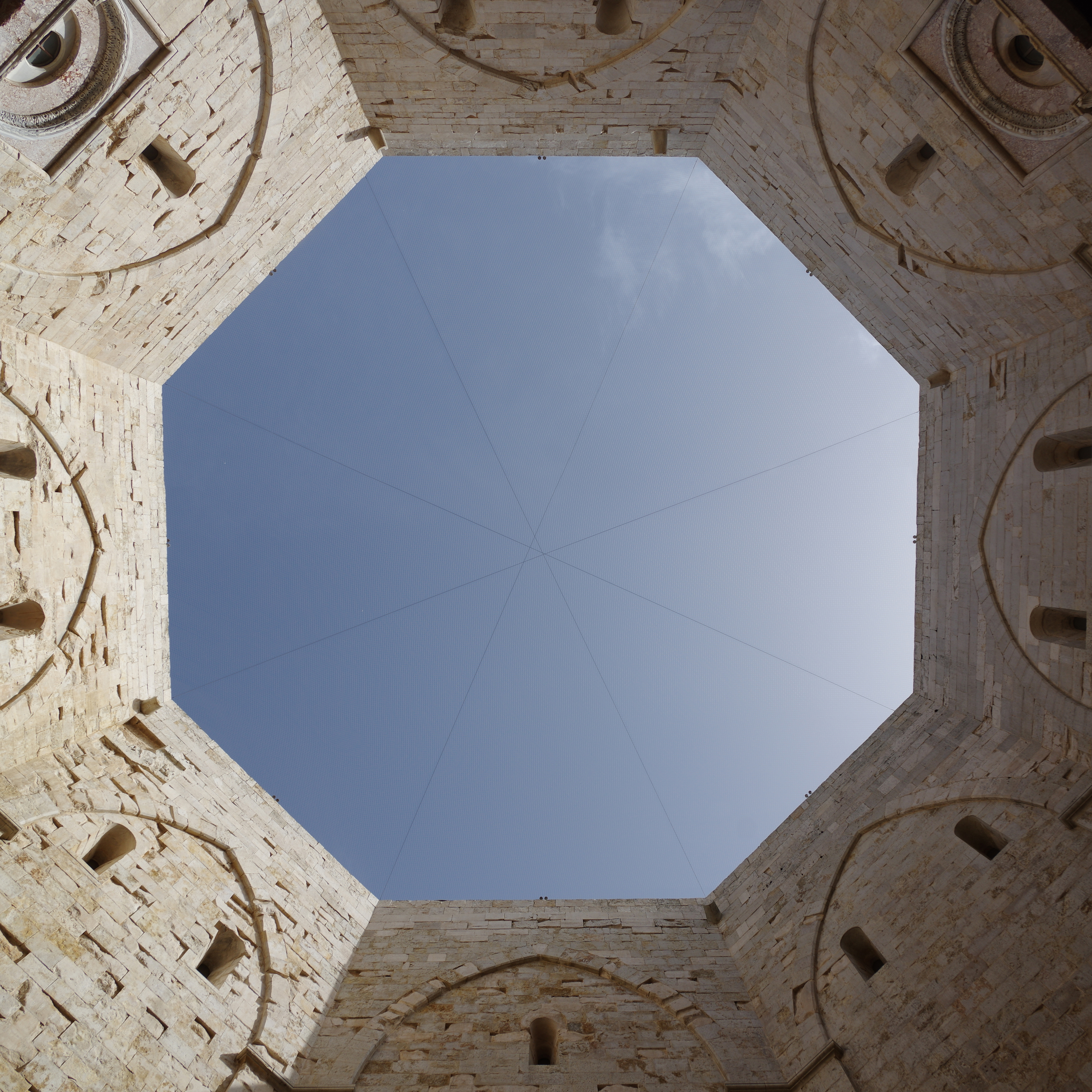
Autre vue panoramique à 360° de la cour du château.

### Décoration

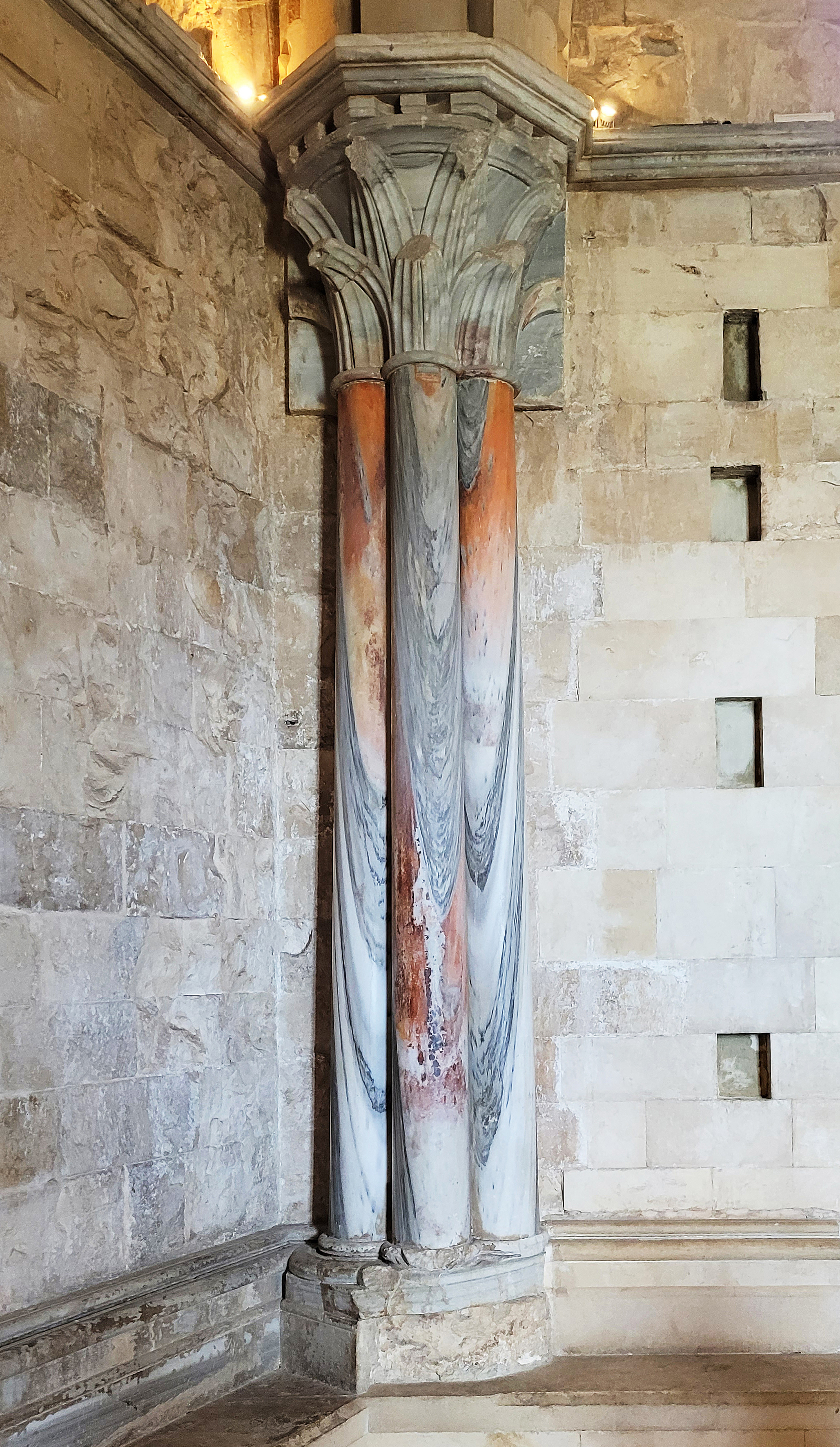
Vue d'une colonne intérieure, et de la banquette qui garnit la périphérie de chaque pièce du deuxième niveau.

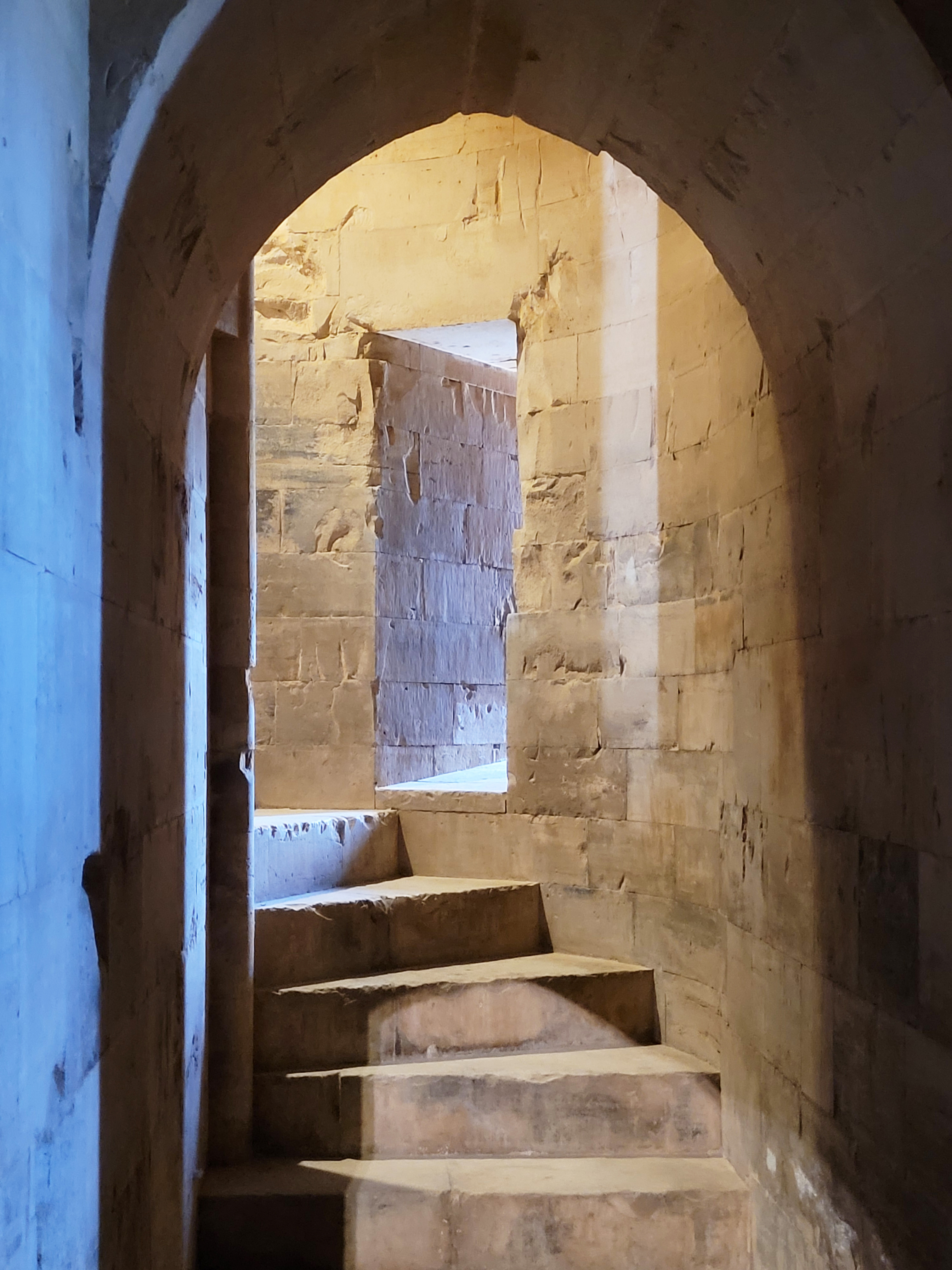
Escalier à l'intérieur du château.

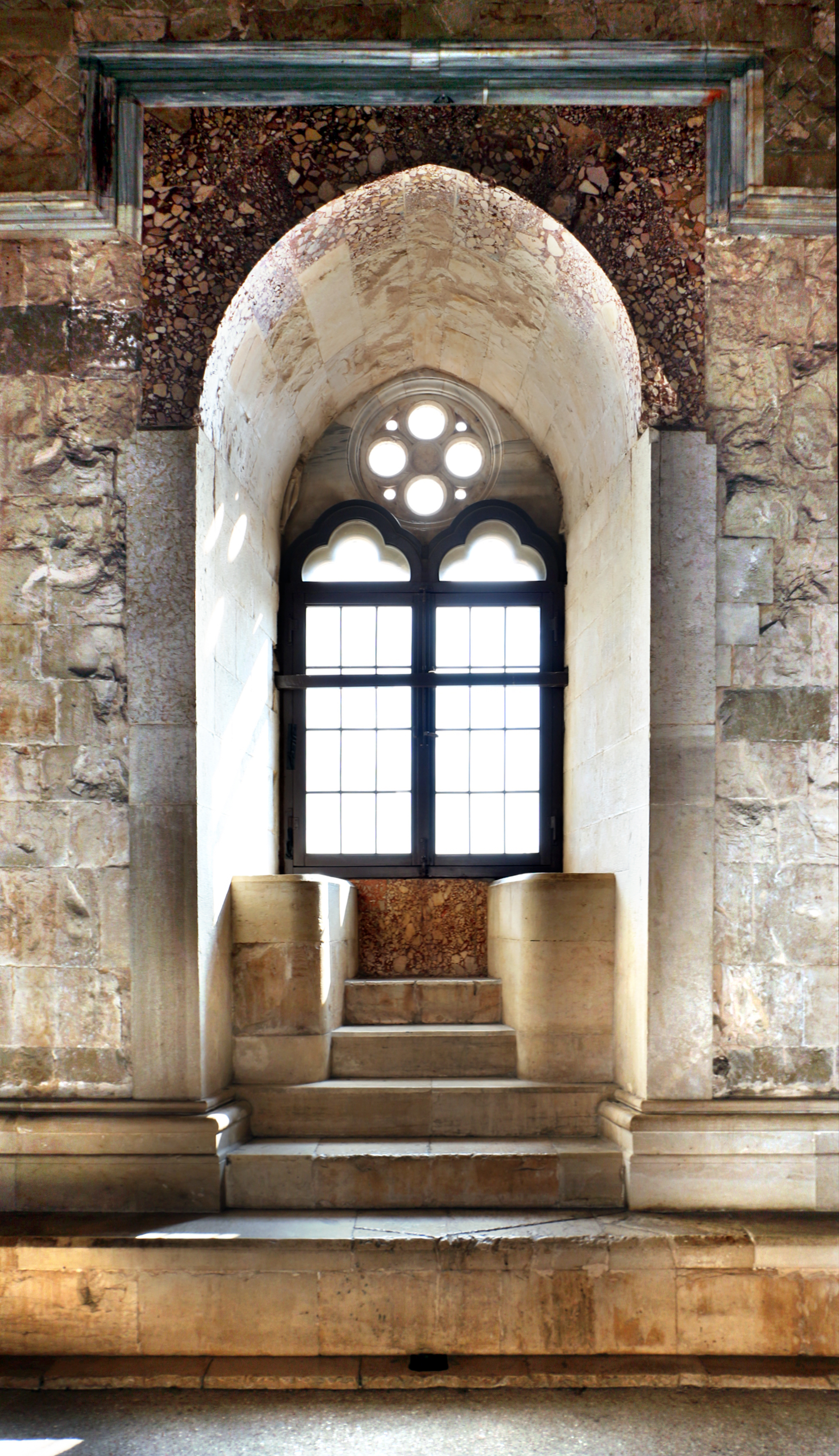
Une salle du premier étage : fenêtre à deux arcs, avec son escalier et ses banquettes latérales.

La décoration de l'édifice, à l'origine très riche, mais désormais presque entièrement disparue, se distingue au niveau des clés de voûte des nervures, décorées de créatures mythologiques et de motifs végétaux, caractéristiques du réalisme de la sculpture souabe tardive, d'inspiration romanisante (comme le buste de Barletta). Architecture et sculpture trahissent les influences des constructions françaises et cisterciennes.
De riches corniches en porphyre décorent les portes.
La structure est composée essentiellement de trois matériaux différents, dont l'agencement n'est pas aléatoire, mais étudié pour l'effet de leurs couleurs : 
- La pierre calcaire, certainement le matériau prédominant, puisque c'est dans ce matériau qu'ont été taillés tous les éléments structurels et plusieurs éléments décoratifs. Ce matériau confère à l'édifice une couleur allant du blanc au rose, en fonction de l'heure de la journée à laquelle on l'observe ;
- Le marbre blanc ou avec de légères veines, ne subsistant aujourd'hui que dans de rares décorations dans les salles, devait autrefois être le matériau dont étaient faits tous les accessoires et les décorations du bâtiment ;
- La breccia corallina[8] qui donne une touche de couleur à la structure. Dans le passé, l'effet devait en être plus marqué, puisque les murs de toutes les pièces étaient revêtus de plaques de ce matériau.

## Hypothèses sur la fonction de l'édifice
Bien qu'il soit communément appelé castel (château), la fonction exacte de cet impressionnant édifice est encore inconnue. Privé d'éléments architecturaux typiquement requis dans l'architecture militaire, posté sur une position non stratégique, cet édifice n'a probablement jamais été conçu pour être une forteresse. Plusieurs éléments de la construction, de plus, font rejeter fermement cette hypothèse : par exemple, les meurtrières, en outre, sont trop étroites pour envisager de les utiliser pour tirer des flèches.
L'hypothèse qu'il s'agissait d'une résidence de chasse, activité que le souverain affectionnait, est remise en doute par la présence d'ornements élaborés et l'absence d'écuries et d'autres annexes typiques des résidences de chasse. En outre l'environnement est constitué d'oliviers peu à même de receler du gros gibier.
Une récente hypothèse de Fallacara et Occhinegro assigne à la construction le rôle de centre de bien-être, sur le modèle du hammam arabe. Divers éléments de la construction suggèrent cette destination : multiples et ingénieux systèmes de canalisations et récolte d'eau, nombreuses citernes de conservation d'eau, la particulière conformation de l'entier complexe, le parcours interne ainsi que la forme octogonale.
À cause du fort symbolisme dont le lieu est imprégné, il a été suggéré que le bâtiment pourrait être une sorte de lieu de culte, ou peut-être une sorte de temple du savoir, où l'on puisse se consacrer à la science sans être dérangé.
Dans tous les cas, il se présente comme une œuvre architecturale grandiose, synthèse de connaissances raffinées en mathématique et en astronomie.
Quelques légères asymétries dans la disposition des autres décorations et des portes intérieures, quand elles ne sont pas dues aux pillages ou à la dégradation, ont suggéré à certains chercheurs que le château et ses salles, bien que géométriquement parfaits, devaient être parcourus suivant un genre de « parcours obligé », probablement déterminé par des critères astronomiques.

## Symbolisme

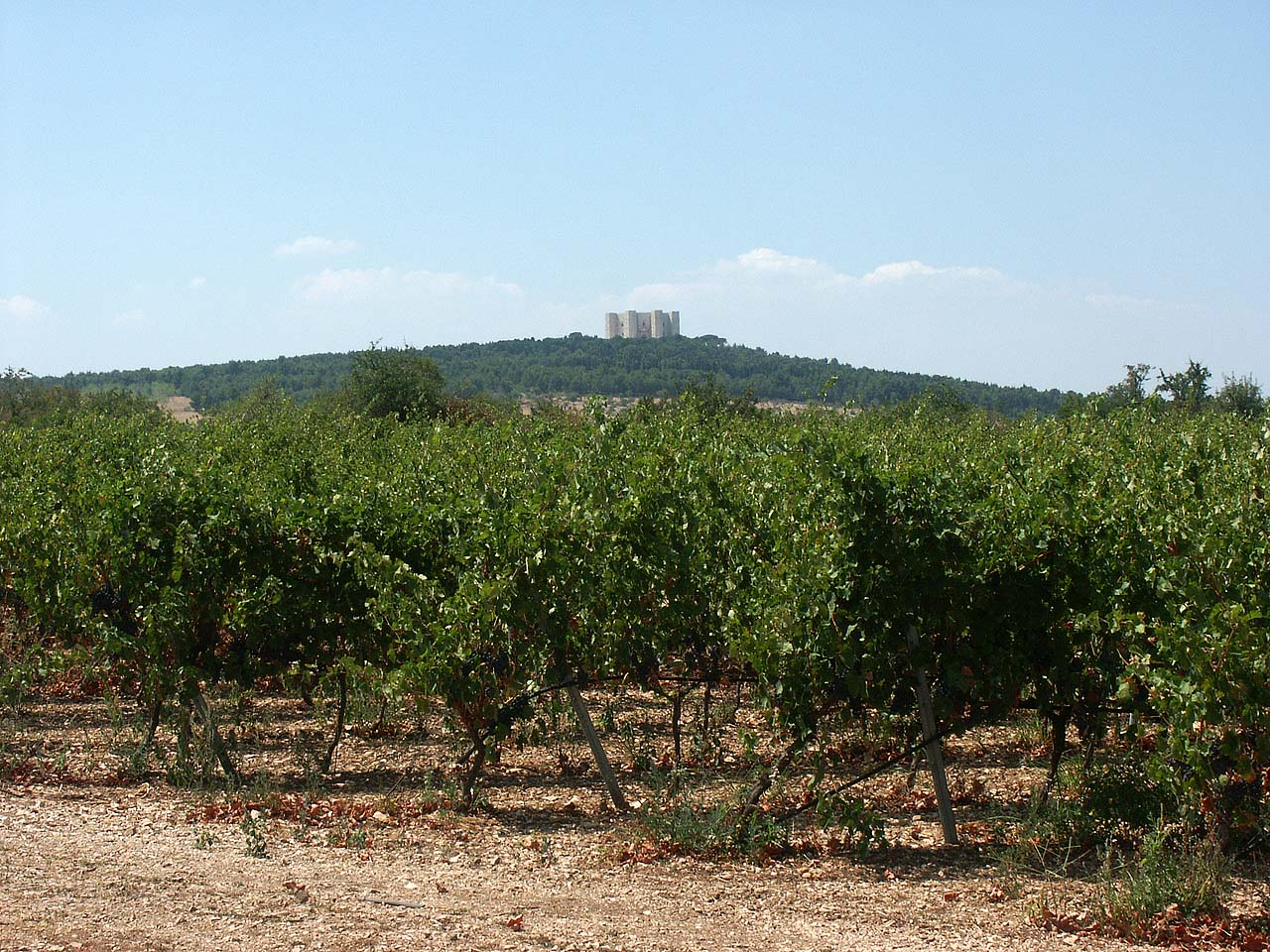
Le Castel del Monte domine le paysage environnant

Le bâtiment, en plus d'être un exemple de construction précise, est également un bâtiment plein de symbolisme, qui a passionné de nombreux chercheurs.
L'octogone, sur lequel se fonde le plan de l'ensemble et de ses composantes, est une forme géométrique hautement symbolique : c'est la figure géométrique intermédiaire entre le carré, symbole de la terre, et le cercle, qui représente l'infinité du ciel, et marque le passage de l'un à l'autre.
Le choix de l'octogone pourrait provenir du Saint-Sépulcre ou du Dôme du Rocher à Jérusalem, que Frédéric II avait pu voir au cours de la sixième croisade, ou de la Chapelle Palatine à Aix-la-Chapelle.

L'ensemble du bâtiment est plein de symboles astrologiques forts, et sa position est conçue de telle sorte que le jour des équinoxes et des solstices, les ombres portées par les murs aient un sens particulier. À midi de l'équinoxe d'automne, par exemple, l'ombre des murs atteint très exactement la longueur de la cour intérieure, et un mois exactement après, elle couvre la totalité de la longueur des pièces. Le soleil est le véritable architecte de Castel Del Monte qui est comme un livre de pierre. Ainsi en certains points, quand le soleil se lève et se couche à la date des équinoxes de printemps et d'automne (vers les 21 mars et 23 septembre) l'ombre portée détermine alors un rectangle de proportions correspondant au nombre d'or. Deux fois par an (le 8 avril et le 8 octobre, qui était à l'époque compté comme le huitième mois de l'année), un rayon de soleil pénètre par la fenêtre dans le mur sud-est et, en traversant la fenêtre de la cour intérieure, éclaire une partie du mur avant, où est sculpté un bas-relief. 

« C'est alors que le premier rayon du soleil pénètre par la fenêtre du premier étage, traverse la salle, et sort par la fenêtre d'en face pour aller se poser sur un cadre rectangulaire du mur devant lequel, à une époque, se trouvait un bas-relief qui représentait une femme vêtue à la grecque, et qui recevait l'hommage d'un chevalier servant. On est tenté d'y voir Dame Terre, que son époux, le soleil, embrasse et féconde. »

Les deux colonnes qui encadrent le portail d'entrée sont surmontées chacune d'un lion accroupi. Celui de droite regarde à gauche, et vice-versa ; leur regard est tourné vers le point de l'horizon où le soleil se lève lors du solstice d'été, pour celui de gauche, et lors du solstice d'hiver, pour celui de droite.
On peut remarquer une autre particularité de l'édifice : les cinq réservoirs d'eau présents dans les tours sont connectés, idéalement, aux cinq cheminées intérieures. Certainsont mis en relation cette configuration avec les paroles de l'Évangile selon Luc : « Moi, je vous baptise avec l'eau; (...) lui, il vous baptisera dans l'Esprit-Saint et le feu. », accréditant ainsi l'idée que le bâtiment a été utilisé comme une sorte de temple.
Il a été noté que la construction, vue de loin, ressemble à une couronne, et en particulier, à celle, également octogonale, dont Frédéric II était couronné lui-même.
Les hautes murailles de la cour intérieure évoquent l'idée d'être à l'intérieur d'un puits, ce qui dans la symbolique médiévale représente la connaissance.

## Édifice emblématique
- La propagande nazie a instrumentalisé Castel del Monte et les autres constructions de Frédéric II en Italie pour ancrer dans l'Histoire l'alliance entre l’Italie fasciste et l’Allemagne nazie. En 1940, Walther Wüster fait réaliser par le Bureau Ribbentrop une maquette de Castel del Monte qu'il remet personnellement à Adolf Hitler à Berlin en 1941[12].
- Castel del Monte figure sur deux timbres italiens émis en 1977 (200 lires) et 1980 (20 lires).
- Dans son roman Le Nom de la rose (1980), Umberto Eco s'en inspire[13] pour l'édifice octogonal où se situe la bibliothèque de l'abbaye. Plusieurs séquences du film homonyme de Jean-Jacques Annaud, tourné cinq ans plus tard, ont l'extérieur du Castel pour décor.
- Il est représenté sur le sceau de l'École polytechnique de Bari, fondée en 1990.
- Il apparaît sur le côté face de la pièce italienne de 1 centime d’euro, mise en circulation en 2002.
- C'est l'un des grands monuments constructibles dans le jeu Forge of Empires.
- Le château est vu dans le film Tale of Tales, sorti en 2015.
- Le château est vu dans le film Wonder Woman, sorti en 2017.
- En 2022, le château accueille le défilé de la collection d’Alessandro Michele[14].

### Ouvrages de référence
- (it) Stefania Mola, « Castel Del Monte », Mario Adda, editore, Bari, 1991
- (it) Giosuè Musca, « Castel Del Monte, il reale e l'immaginario » in AAVV, Bari, 1981
- (it) Antonio Cadei «Fossanova e Castel Del Monte in Federico II e l'arte del Duecento italiano ». Atti della terza settimana di studi di storia dell'arte medievale dell Università di Roma (actes de la troisième semaine d'études d'histoire de l'art médiéval de l'université de Rome), mai 1978, vol. I, Galatina édition, 1980.
- (it) Antonio Cadei «Fossanova e Castel Del Monte in Federico II e l'arte del Duecento italiano ». Atti della terza settimana di studi di storia dell'arte medievale dell Università di Roma (actes de la troisième semaine d'études d'histoire de l'art médiéval de l'université de Rome), mai 1978, vol. I, Galatina edition, 1980.

### Castel del Monte
- (de) Ferdinand Gregorovius, Wanderjahre in Italien: Castel del Monte - Schloss der Hohenstaufen in Apulien [lire en ligne] sur le Projet Gutenberg
- Émile Bertaux (extraits des comptes rendus des séances de l'Académie des inscriptions et belles-lettres), Castel del Monte et les architectes français de l'empereur Frédéric II, Paris, Imprimerie nationale, 1897, 20 p. (BNF 33282240, lire en ligne)
- (it) Aldo Tavolaro, Elementi di astronomia nella architettura di Castel del Monte, Unione Tipografica, Bari, 1975 (OCLC 955916085)
- (it) Aldo Tavolaro, Astronomia e geometria nell'architettura di Castel del Monte, F.lli Laterza Editori, Bari, 1991 (OCLC 955548985).
- (de) Heinz Götze, Castel del Monte. Gestalt und Symbol der Architektur Friedrichs II., München 1984 et 1991
- (de) Rolf Legler, Apulien. Cologne [1987], 3e éd. 1989. (DuMont Kunst-Reiseführer)
- (de) Wulf Schirmer, Castel del Monte. Forschungsergebnisse der Jahre 1990 bis 1996. Mannheim, 2000.
- (de) Birgit Wagner, Die Bauten des Stauferkaisers Friedrichs II. - Monumente des Heiligen Römischen Reiches, Würzburg 2003
- Vasco Zara, « Musique et Architecture : théories, composition, théologie (XIIIe – XVIIe siècles) », Bulletin du centre d’études médiévales d’Auxerre, no 11,‎ 15 août 2007 (ISSN 1623-5770, OCLC 4660005901, DOI 10.4000/cem.1178, lire en ligne)
- (it) Giuseppe Fallacara et Ubaldo Occhinegro, Manoscritto Voynich e Castel del Monte : nuova chiave interpretativa del documento per inediti percorsi di ricerca, Rome Gangemi editore, 2013 (OCLC 880853677)
- (it + en) Giuseppe Fallacara et Ubaldo Occhinegro, Castel del Monte. Nuova ipotesi comparata sull’identità del monumento, Claudio D'Amato, 2014  (ISBN 8849223692)
- (it) Giuseppe Fallacara et Ubaldo Occhinegro, Castel del Monte : inedite indagini scientifiche : atti del primo Convegno interdisciplinare su Castel del Monte, Rome, Gangemi editore, 2015
- Kurstjens, H. (2022), Castel del Monte, between Fact and Fiction. Apulia's Crown in Historical Perspective, Soest 2022  (ISBN 978-94-646-8237-3); and: Castel del Monte, tussen feit en fictie. De kroon van Apulië in historisch perspectief, Boekscout, Soest 2022;  (ISBN 978-94-645-0437-8)

### Frédéric II du Saint-Empire
- Ernst Kantorowicz (trad. de l'allemand par / sous la direction de Pierre Nora), L'Empereur Frédéric II [« Kaiser Friedrich der Zweite »], Paris, Gallimard, coll. « Quarto », 2000 (1re éd. 1927 (de)), 1368 p.
- Marcel Brion, Frédéric II de Hohenstaufen, Tallandier, 1948 ; rééd. coll. « Texto » 2011  (ISBN 978-2-84734-799-9).
- Pierre Boulle, L’Étrange Croisade de l’Empereur Frédéric II, Flammarion, 1968.
- Jacques Benoist-Méchin, Frédéric de Hohenstaufen ou le rêve excommunié, Perrin, 1980  (ISBN 2-262-00202-9).